# 오스타시코프

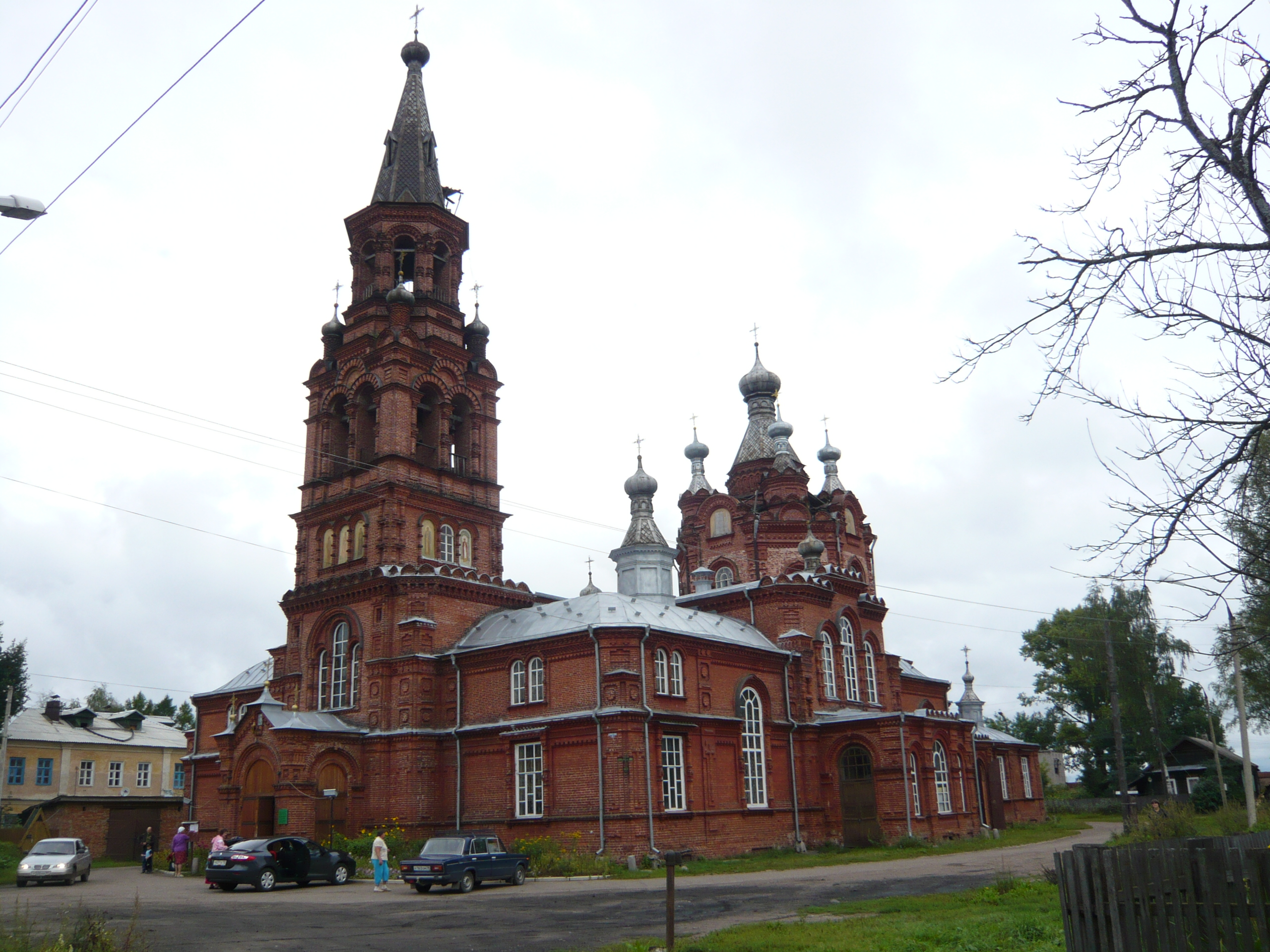

오스타시코프(러시아어: Оста́шков)는 트베리 주 오스타시콥스키 군에 속한 도시이다. 남쪽에 위치한 셀리게르 호에 접해 있다.
인구는 2만700명(2003)이다.
1772년 — 1775년사이에는 노브고로드 현 오스타시콥스키 읍의 중심지였다. 1775년에 다시 트베리 현에 속하게 되었다. 1935년 - 1990년까지는 칼리닌 주(현재의 트베리 주)에 속했었다.